# El Saneal
El Saneal es una ranchería del municipio de Navojoa ubicada en el sur del estado mexicano de Sonora, en la zona del valle del río Mayo. Según los datos del Censo de Población y Vivienda realizado en 2010 por el Instituto Nacional de Estadística y Geografía (INEGI), El Saneal tiene un total de 1,164 habitantes.

## Geografía
El Saneal se sitúa en las coordenadas geográficas 26°54′38″ de latitud norte y 109°23′08″ de longitud oeste del meridiano de Greenwich, a una elevación de 62 metros sobre el nivel del mar.